# 萧隽
萧隽（?—?），字子武，东海郡兰陵县中都乡中都里人。晋朝即丘县令。
永嘉之乱，他随父亲淮阴县令萧整过江居住在晋陵郡武进县之东城里。北方人寓居江左，侨置本土，加以南名，于是萧隽为南兰陵兰陵人。他是南齐高帝萧道成的曾祖父，他的弟弟蕭鎋是南梁武帝萧衍的高祖父。
皇曾祖即丘令府君神室奏《凯容乐》歌辞：“肃惟敬祀，洁事参芗。环袨像缀，缅密丝簧。明明烈祖，尚锡龙光。粤《雅》于姬，伊《颂》在商。”

## 後代
- 子：
  - 萧乐子，东晋参军，刘宋时追赠太常
  - 蕭隆子，衛軍府錄事參軍[1]

- 孙：萧承之、蕭始之
- 曾孙：齐高帝、蕭赤斧